# Frank Thieme
Frank Thieme (Berlín Oriental, RDA, 18 de marzo de 1963) es un deportista alemán que compitió en vela en la clase 470. Ganó una medalla de bronce en el Campeonato Europeo de 470 de 1990.

## Palmarés internacional
| \| Campeonato Europeo \| Campeonato Europeo \| Campeonato Europeo \| Campeonato Europeo \| \| Año \| Lugar \| Medalla \| Clase \| \| ------------------ \| -------------------------- \| ------------------ \| ------------------ \| \| 1990 \| Marina di Carrara (Italia) \| Medalla de bronce \| 470 \| |                            |                   |       |
| Campeonato Europeo |                            |                   |       |
| Año | Lugar                      | Medalla           | Clase |
| 1990 | Marina di Carrara (Italia) | Medalla de bronce | 470   |